# Cyathopus
Cyathopus là một chi thực vật có hoa trong họ Hòa thảo (Poaceae).

## Loài
Chi Cyathopus gồm các loài: